# بيلي تودور
بيلي تودور (بالإنجليزية: Billy Tudor)‏ (1918 في المملكة المتحدة - 1965) هو لاعب كرة قدم بريطاني (وحمل سابقاً جنسية المملكة المتحدة لبريطانيا العظمى وأيرلندا) في مركز الدفاع. لعب مع نادي بانغور سيتي ونادي ريكسهام ووست بروميتش ألبيون وFlint Town United F.C. ‏ وPwllheli F.C. ‏.